# 38e législature du Canada

La distribution initiale des sièges de la du Canada.

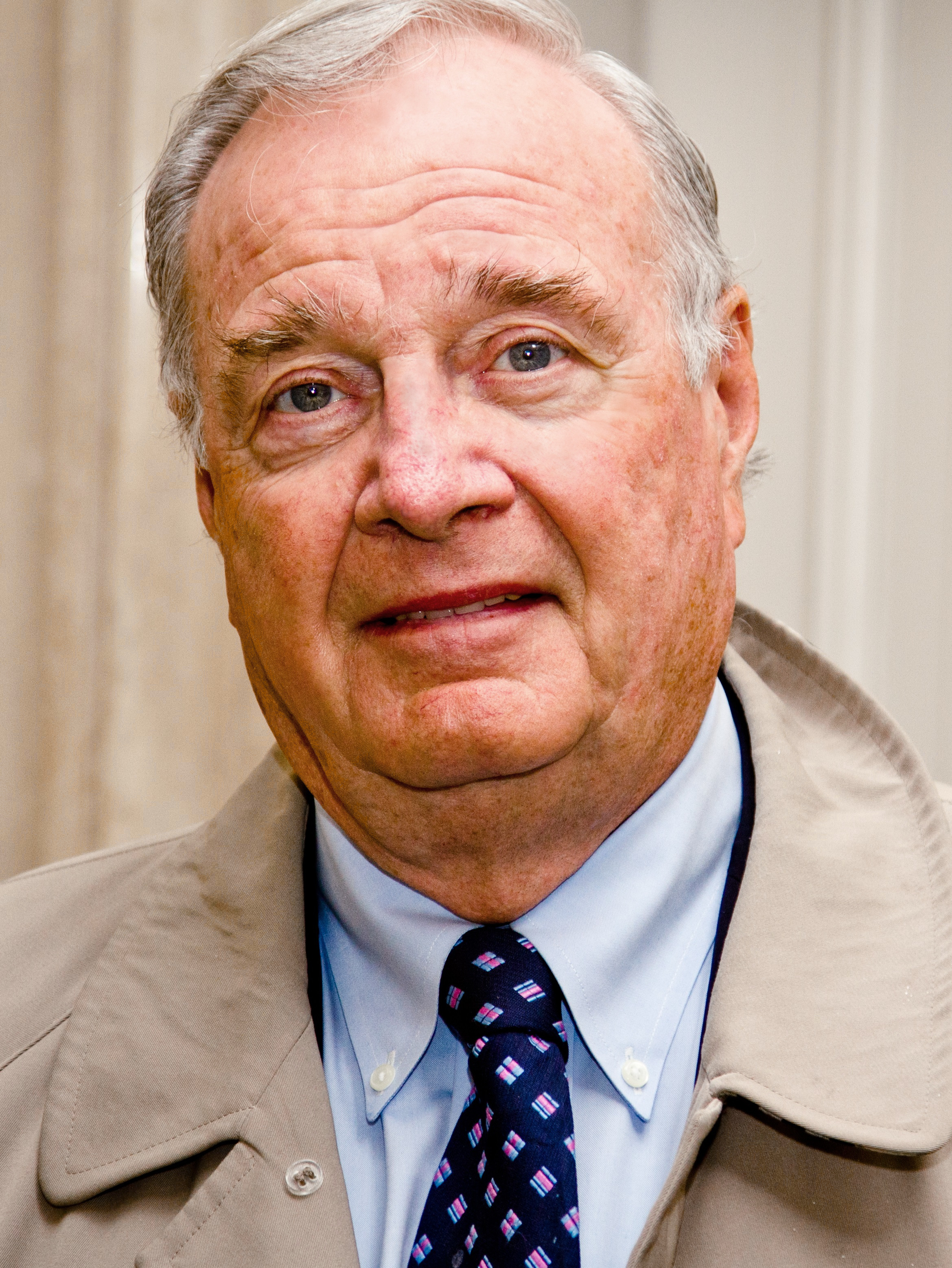
Paul Martin, premier ministre.

La 38e législature du Canada siège du 4 octobre 2004 au 29 novembre 2005. Elle est élue lors de l'élection générale du 28 juin 2004, et sa composition est légèrement modifiée à cause de démissions et d'élections partielles, mais à cause de la distribution des sièges, ces petits changements ont parfois grandement affecté la balance du pouvoir. Elle est dissoute avant l'élection fédérale de 2006.
Elle est dirigée par le Parti libéral du Canada, sous l'égide du premier ministre Paul Martin. Le Parti conservateur du Canada forme l'opposition officielle, sous la férule de Stephen Harper. Le président de la Chambre est Peter Milliken.
La législature est dissoute le 29 novembre 2005 par le gouverneur général du Canada, à la suite d'un vote de défiance adopté le 28 novembre par les conservateurs avec l'appui du Nouveau Parti démocratique et du Bloc québécois. En conséquence, une élection générale est déclenchée pour le 23 janvier 2006 pour élire la prochaine législature.
La 38e législature compte une unique session, du 4 octobre 2004 au 29 novembre 2005.
C'est sous cette législature qu'est votée et entre en vigueur la loi canadienne sur le mariage civil (y compris entre époux homosexuels), d'où peut-être sa nomenclature de loi C-38[réf. nécessaire].

## Députés
Voici la liste des députés à la Chambre des communes du Canada pour cette 38e législature, à la date de sa dissolution le 29 novembre 2005. Les membres du Conseil des ministres sont en caractères gras, et les chefs de parti en italiques.

### Terre-Neuve-et-Labrador
|  | Nom           | Parti        | Circonscription                      |
|  | ------------- | ------------ | ------------------------------------ |
|  | John Efford   | Libéral      | Avalon                               |
|  | Scott Simms   | Libéral      | Bonavista—Gander—Grand Falls—Windsor |
|  | Gerry Byrne   | Libéral      | Humber—St. Barbe—Baie Verte          |
|  | Todd Russell  | Libéral      | Labrador                             |
|  | Bill Matthews | Libéral      | Random—Burin—St. George's            |
|  | Norman Doyle  | Conservateur | St. John's-Est                       |
|  | Loyola Hearn  | Conservateur | St. John's-Sud—Mount Pearl           |

### Nouvelle-Écosse
|  | Nom             | Parti        | Circonscription                           |
|  | --------------- | ------------ | ----------------------------------------- |
|  | Rodger Cuzner   | Libéral      | Cape Breton—Canso                         |
|  | Peter MacKay    | Conservateur | Nova-Centre                               |
|  | Bill Casey      | Conservateur | Cumberland—Colchester—Musquodoboit Valley |
|  | Michael Savage  | Libéral      | Dartmouth—Cole Harbour                    |
|  | Alexa McDonough | NPD          | Halifax                                   |
|  | Geoff Regan     | Libéral      | Halifax-Ouest                             |
|  | Scott Brison    | Libéral      | Kings—Hants                               |
|  | Peter Stoffer   | NPD          | Sackville—Eastern Shore                   |
|  | Gerald Keddy    | Conservateur | South Shore—St. Margaret's                |
|  | Mark Eyking     | Libéral      | Sydney—Victoria                           |
|  | Robert Thibault | Libéral      | Nova-Ouest                                |

### Île-du-Prince-Édouard
|  | Nom               | Parti   | Circonscription |
|  | ----------------- | ------- | --------------- |
|  | Lawrence MacAulay | Libéral | Cardigan        |
|  | Shawn Murphy      | Libéral | Charlottetown   |
|  | Joe McGuire       | Libéral | Egmont          |
|  | Wayne Easter      | Libéral | Malpeque        |

### Nouveau-Brunswick
|  | Nom                  | Parti         | Circonscription             |
|  | -------------------- | ------------- | --------------------------- |
|  | Yvon Godin           | Néo-démocrate | Acadie—Bathurst             |
|  | Dominic LeBlanc      | Libéral       | Beauséjour                  |
|  | Andy Scott           | Libéral       | Fredericton                 |
|  | Rob Moore            | Conservateur  | Fundy Royal                 |
|  | Jean-Claude D'Amours | Libéral       | Madawaska—Restigouche       |
|  | Charles Hubbard      | Libéral       | Miramichi                   |
|  | Claudette Bradshaw   | Libéral       | Moncton—Riverview—Dieppe    |
|  | Greg Thompson        | Conservateur  | Nouveau-Brunswick-Sud-Ouest |
|  | Paul Zed             | Libéral       | Saint John                  |
|  | Andy Savoy           | Libéral       | Tobique—Mactaquac           |

### Québec
|  | Nom                   | Parti          | Circonscription                              |
|  | --------------------- | -------------- | -------------------------------------------- |
|  | Yvon Lévesque         | Bloc québécois | Abitibi—Baie-James—Nunavik—Eeyou             |
|  | Marc Lemay            | Bloc québécois | Abitibi-Témiscamingue                        |
|  | Eleni Bakopanos       | Libéral        | Ahuntsic                                     |
|  | Robert Carrier        | Bloc québécois | Alfred-Pellan                                |
|  | Mario Laframboise     | Bloc québécois | Argenteuil—Papineau—Mirabel                  |
|  | Louis Plamondon       | Bloc québécois | Bas-Richelieu—Nicolet—Bécancour              |
|  | Claude Drouin         | Libéral        | Beauce                                       |
|  | Alain Boire           | Bloc québécois | Beauharnois-Salaberry                        |
|  | Christian Simard      | Bloc québécois | Beauport—Limoilou                            |
|  | Guy André             | Bloc québécois | Berthier—Maskinongé                          |
|  | Denis Coderre         | Libéral        | Bourassa                                     |
|  | Denis Paradis         | Libéral        | Brome—Missisquoi                             |
|  | Jacques Saada         | Libéral        | Brossard—La Prairie                          |
|  | Yves Lessard          | Bloc québécois | Chambly—Borduas                              |
|  | Richard Marceau       | Bloc québécois | Charlesbourg—Haute-Saint-Charles             |
|  | Denise Poirier-Rivard | Bloc québécois | Châteauguay—Saint-Constant                   |
|  | Robert Bouchard       | Bloc québécois | Chicoutimi—Le Fjord                          |
|  | France Bonsant        | Bloc québécois | Compton—Stanstead                            |
|  | Pauline Picard        | Bloc québécois | Drummond                                     |
|  | Raynald Blais         | Bloc québécois | Gaspésie—Îles-de-la-Madeleine                |
|  | Françoise Boivin      | Libéral        | Gatineau                                     |
|  | Jean-Yves Roy         | Bloc québécois | Haute-Gaspésie—La Mitis—Matane—Matapédia     |
|  | Réal Ménard           | Bloc québécois | Hochelaga                                    |
|  | Pablo Rodriguez       | Libéral        | Honoré-Mercier                               |
|  | Marcel Proulx         | Libéral        | Hull—Aylmer                                  |
|  | Liza Frulla           | Libéral        | Jeanne-Le Ber                                |
|  | Pierre Paquette       | Bloc québécois | Joliette                                     |
|  | Sébastien Gagnon      | Bloc québécois | Jonquière—Alma                               |
|  | Francine Lalonde      | Bloc québécois | La Pointe-de-l'Île                           |
|  | Francis Scarpaleggia  | Libéral        | Lac-Saint-Louis                              |
|  | Paul Martin           | Libéral        | LaSalle—Émard                                |
|  | Johanne Deschamps     | Bloc québécois | Laurentides—Labelle                          |
|  | Gilles Duceppe        | Bloc québécois | Laurier—Sainte-Marie                         |
|  | Nicole Demers         | Bloc québécois | Laval                                        |
|  | Raymonde Folco        | Libéral        | Laval—Les Îles                               |
|  | Réal Lapierre         | Bloc québécois | Lévis—Bellechasse                            |
|  | Caroline St-Hilaire   | Bloc québécois | Longueuil—Pierre-Boucher                     |
|  | Odina Desrochers      | Bloc québécois | Lotbinière—Chutes-de-la-Chaudière            |
|  | Roger Clavet          | Bloc québécois | Louis-Hébert                                 |
|  | Bernard Cleary        | Bloc québécois | Louis-Saint-Laurent                          |
|  | Gérard Asselin        | Bloc québécois | Manicouagan                                  |
|  | Serge Ménard          | Bloc québécois | Marc-Aurèle-Fortin                           |
|  | Marc Boulianne        | Bloc québécois | Mégantic—L'Érable                            |
|  | Roger Gaudet          | Bloc québécois | Montcalm                                     |
|  | Paul Crête            | Bloc québécois | Montmagny—L'Islet—Kamouraska—Rivière-du-Loup |
|  | Michel Guimond        | Bloc québécois | Montmorency—Charlevoix—Haute-Côte-Nord       |
|  | Irwin Cotler          | Libéral        | Mont-Royal                                   |
|  | Marlene Jennings      | Libéral        | Notre-Dame-de-Grâce—Lachine                  |
|  | Jean Lapierre         | Libéral        | Outremont                                    |
|  | Pierre Pettigrew      | Libéral        | Papineau                                     |
|  | Bernard Patry         | Libéral        | Pierrefonds—Dollard                          |
|  | David Smith           | Libéral        | Pontiac                                      |
|  | Guy Côté              | Bloc québécois | Portneuf—Jacques-Cartier                     |
|  | Christiane Gagnon     | Bloc québécois | Québec                                       |
|  | Benoît Sauvageau      | Bloc québécois | Repentigny                                   |
|  | André Bellavance      | Bloc québécois | Richmond—Arthabaska                          |
|  | Louise Thibault       | Bloc québécois | Rimouski-Neigette—Témiscouata—Les Basques    |
|  | Gilles A. Perron      | Bloc québécois | Rivière-des-Mille-Îles                       |
|  | Monique Guay          | Bloc québécois | Rivière-du-Nord                              |
|  | Michel Gauthier       | Bloc québécois | Roberval—Lac-Saint-Jean                      |
|  | Bernard Bigras        | Bloc québécois | Rosemont—La Petite-Patrie                    |
|  | Carole Lavallée       | Bloc québécois | Saint-Bruno—Saint-Hubert                     |
|  | Yvan Loubier          | Bloc québécois | Saint-Hyacinthe—Bagot                        |
|  | Claude Bachand        | Bloc québécois | Saint-Jean QC                                |
|  | Maka Kotto            | Bloc québécois | Saint-Lambert                                |
|  | Stéphane Dion         | Libéral        | Saint-Laurent—Cartierville                   |
|  | Massimo Pacetti       | Libéral        | Saint-Léonard—Saint-Michel                   |
|  | Marcel Gagnon         | Bloc québécois | Saint-Maurice—Champlain                      |
|  | Robert Vincent        | Bloc québécois | Shefford                                     |
|  | Serge Cardin          | Bloc québécois | Sherbrooke                                   |
|  | Diane Bourgeois       | Bloc québécois | Terrebonne—Blainville                        |
|  | Paule Brunelle        | Bloc québécois | Trois-Rivières                               |
|  | Meili Faille          | Bloc québécois | Vaudreuil-Soulanges                          |
|  | Lucienne Robillard    | Libéral        | Westmount—Ville-Marie                        |

### Ontario
|  | Nom                  | Parti        | Circonscription                       |
|  | -------------------- | ------------ | ------------------------------------- |
|  | Mark Holland         | Libéral      | Ajax—Pickering                        |
|  | Brent St. Denis      | Libéral      | Algoma—Manitoulin—Kapuskasing         |
|  | Russ Powers          | Libéral      | Ancaster—Dundas—Flamborough—Westdale  |
|  | Aileen Carroll       | Libéral      | Barrie                                |
|  | Maria Minna          | Libéral      | Beaches—East York                     |
|  | Gurbax Malhi         | Libéral      | Bramalea—Gore—Malton                  |
|  | Ruby Dhalla          | Libéral      | Brampton—Springdale                   |
|  | Colleen Beaumier     | Libéral      | Brampton-Ouest                        |
|  | Lloyd St. Amand      | Libéral      | Brant                                 |
|  | Larry Miller         | Conservateur | Bruce—Grey—Owen Sound                 |
|  | Paddy Torsney        | Libéral      | Burlington                            |
|  | Gary Goodyear        | Conservateur | Cambridge                             |
|  | Gordon O'Connor      | Conservateur | Carleton—Mississippi Mills            |
|  | Jerry Pickard        | Libéral      | Chatham-Kent—Essex                    |
|  | Mario Silva          | Libéral      | Davenport                             |
|  | Yasmin Ratansi       | Libéral      | Don Valley-Est                        |
|  | John Godfrey         | Libéral      | Don Valley-Ouest                      |
|  | David Tilson         | Conservateur | Dufferin—Caledon                      |
|  | Bev Oda              | Conservateur | Durham                                |
|  | Joe Volpe            | Libéral      | Eglinton—Lawrence                     |
|  | Joe Preston          | Conservateur | Elgin—Middlesex—London                |
|  | Jeff Watson          | Conservateur | Essex                                 |
|  | Borys Wrzesnewskyj   | Libéral      | Etobicoke-Centre                      |
|  | Jean Augustine       | Libéral      | Etobicoke—Lakeshore                   |
|  | Roy Cullen           | Libéral      | Etobicoke-Nord                        |
|  | Don Boudria          | Libéral      | Glengarry—Prescott—Russell            |
|  | Brenda Chamberlain   | Libéral      | Guelph                                |
|  | Diane Finley         | Conservateur | Haldimand—Norfolk                     |
|  | Barry Devolin        | Conservateur | Haliburton—Kawartha Lakes—Brock       |
|  | Gary Carr            | Libéral      | Halton                                |
|  | David Christopherson | NPD          | Hamilton-Centre                       |
|  | Tony Valeri          | Libéral      | Hamilton-Est—Stoney Creek             |
|  | Beth Phinney         | Libéral      | Hamilton Mountain                     |
|  | Paul Steckle         | Libéral      | Huron—Bruce                           |
|  | Roger Valley         | Libéral      | Kenora                                |
|  | Peter Milliken       | Libéral†     | Kingston et les Îles                  |
|  | Karen Redman         | Libéral      | Kitchener-Centre                      |
|  | Lynn Myers           | Libéral      | Kitchener—Conestoga                   |
|  | Andrew Telegdi       | Libéral      | Kitchener—Waterloo                    |
|  | Rose-Marie Ur        | Libéral      | Lambton—Kent—Middlesex                |
|  | Scott Jeffrey Reid   | Conservateur | Lanark—Frontenac—Lennox and Addington |
|  | Gord Brown           | Conservateur | Leeds—Grenville                       |
|  | Pat O'Brien          | Indépendant* | London—Fanshawe                       |
|  | Joe Fontana          | Libéral      | London-Centre-Nord                    |
|  | Sue Barnes           | Libéral      | London-Ouest                          |
|  | John McCallum        | Libéral      | Markham—Unionville                    |
|  | Navdeep Bains        | Libéral      | Mississauga—Brampton-Sud              |
|  | Albina Guarnieri     | Libéral      | Mississauga-Est—Cooksville            |
|  | Carolyn Parrish      | Indépendant* | Mississauga—Erindale                  |
|  | Paul Szabo           | Libéral      | Mississauga-Sud                       |
|  | Wajid Khan           | Libéral      | Mississauga—Streetsville              |
|  | Pierre Poilievre     | Conservateur | Nepean—Carleton                       |
|  | Belinda Stronach     | Libéral*     | Newmarket—Aurora                      |
|  | Rob Nicholson        | Conservateur | Niagara Falls                         |
|  | Dean Allison         | Conservateur | Niagara-Ouest—Glanbrook               |
|  | Ray Bonin            | Libéral      | Nickel Belt                           |
|  | Anthony Rota         | Libéral      | Nipissing—Timiskaming                 |
|  | Paul Macklin         | Libéral      | Northumberland—Quinte West            |
|  | Bonnie Brown         | Libéral      | Oakville                              |
|  | Lui Temelkovski      | Libéral      | Oak Ridges—Markham                    |
|  | Colin Carrie         | Conservateur | Oshawa                                |
|  | Ed Broadbent         | NPD          | Ottawa-Centre                         |
|  | Marc Godbout         | Libéral      | Ottawa—Orléans                        |
|  | David McGuinty       | Libéral      | Ottawa-Sud                            |
|  | Mauril Bélanger      | Libéral      | Ottawa—Vanier                         |
|  | Marlene Catterall    | Libéral      | Ottawa-Ouest—Nepean                   |
|  | Dave MacKenzie       | Conservateur | Oxford                                |
|  | Sarmite Bulte        | Libéral      | Parkdale—High Park                    |
|  | Andrew Mitchell      | Libéral      | Parry Sound—Muskoka                   |
|  | Gary Schellenberger  | Conservateur | Perth—Wellington                      |
|  | Peter Adams          | Libéral      | Peterborough                          |
|  | Dan McTeague         | Libéral      | Pickering—Scarborough-Est             |
|  | Daryl Kramp          | Conservateur | Prince Edward—Hastings                |
|  | Cheryl Gallant       | Conservateur | Renfrew—Nipissing—Pembroke            |
|  | Bryon Wilfert        | Libéral      | Richmond Hill                         |
|  | Roger Gallaway       | Libéral      | Sarnia—Lambton                        |
|  | Tony Martin          | NPD          | Sault. Ste. Marie                     |
|  | Jim Karygiannis      | Libéral      | Scarborough—Agincourt                 |
|  | John Cannis          | Libéral      | Scarborough-Centre                    |
|  | John McKay           | Libéral      | Scarborough—Guildwood                 |
|  | Tom Wappel           | Libéral      | Scarborough-Sud-Ouest                 |
|  | Derek Lee            | Libéral      | Scarborough—Rivière Rouge             |
|  | Helena Guergis       | Conservateur | Simcoe—Grey                           |
|  | Paul DeVillers       | Libéral      | Simcoe-Nord                           |
|  | Walt Lastewka        | Libéral      | St. Catharines                        |
|  | Carolyn Bennett      | Libéral      | St. Paul's                            |
|  | Guy Lauzon           | Conservateur | Stormont—Dundas—South Glengarry       |
|  | Diane Marleau        | Libéral      | Sudbury                               |
|  | Susan Kadis          | Libéral      | Thornhill                             |
|  | Ken Boshcoff         | Libéral      | Thunder Bay—Rainy River               |
|  | Joe Comuzzi          | Libéral      | Thunder Bay—Superior-Nord             |
|  | Charlie Angus        | NPD          | Timmins—Baie James                    |
|  | Bill Graham          | Libéral      | Toronto-Centre                        |
|  | Jack Layton          | NPD          | Toronto—Danforth                      |
|  | Tony Ianno           | Libéral      | Trinity—Spadina                       |
|  | Maurizio Bevilacqua  | Libéral      | Vaughan                               |
|  | John Maloney         | Libéral      | Welland                               |
|  | Michael Chong        | Conservateur | Wellington—Halton Hills               |
|  | Judi Longfield       | Libéral      | Whitby—Oshawa                         |
|  | Jim Peterson         | Libéral      | Willowdale                            |
|  | Joe Comartin         | NPD          | Windsor—Tecumseh                      |
|  | Brian Masse          | NPD          | Windsor-Ouest                         |
|  | Ken Dryden           | Libéral      | York-Centre                           |
|  | Peter Van Loan       | Conservateur | York—Simcoe                           |
|  | Alan Tonks           | Libéral      | York-Sud—Weston                       |
|  | Judy Sgro            | Libéral      | York-Ouest                            |

### Manitoba
|  | Nom                 | Parti        | Circonscription                  |
|  | ------------------- | ------------ | -------------------------------- |
|  | Merv Tweed          | Conservateur | Brandon—Souris                   |
|  | Steven Fletcher     | Conservateur | Charleswood—St. James—Assiniboia |
|  | Bev Desjarlais      | Indépendant* | Churchill                        |
|  | Inky Mark           | Conservateur | Dauphin—Swan River—Marquette     |
|  | Bill Blaikie        | NPD          | Elmwood—Transcona                |
|  | Joy Smith           | Conservateur | Kildonan—St. Paul                |
|  | Brian Pallister     | Conservateur | Portage—Lisgar                   |
|  | Vic Toews           | Conservateur | Provencher                       |
|  | Raymond Simard      | Libéral      | Saint-Boniface                   |
|  | James Bezan         | Conservateur | Selkirk—Interlake                |
|  | Pat Martin          | NPD          | Winnipeg-Centre                  |
|  | Judy Wasylycia-Leis | NPD          | Winnipeg-Nord                    |
|  | Reg Alcock          | Libéral      | Winnipeg-Sud                     |
|  | Anita Neville       | Libéral      | Winnipeg-Centre-Sud              |

### Saskatchewan
|  | Nom               | Parti        | Circonscription                       |
|  | ----------------- | ------------ | ------------------------------------- |
|  | Gerry Ritz        | Conservateur | Battlefords—Lloydminster              |
|  | Lynne Yelich      | Conservateur | Blackstrap                            |
|  | David L. Anderson | Conservateur | Cypress Hills—Grasslands              |
|  | Jeremy Harrison   | Conservateur | Desnethé—Missinippi—Rivière Churchill |
|  | Dave Batters      | Conservateur | Palliser                              |
|  | Brian Fitzpatrick | Conservateur | Prince Albert                         |
|  | Tom Lukiwski      | Conservateur | Regina—Lumsden—Lake Centre            |
|  | Andrew Scheer     | Conservateur | Regina—Qu'Appelle                     |
|  | Bradley Trost     | Conservateur | Saskatoon—Humboldt                    |
|  | Carol Skelton     | Conservateur | Saskatoon—Rosetown—Biggar             |
|  | Maurice Vellacott | Conservateur | Saskatoon—Wanuskewin                  |
|  | Ed Komarnicki     | Conservateur | Souris—Moose Mountain                 |
|  | Ralph Goodale     | Libéral      | Wascana                               |
|  | Garry Breitkreuz  | Conservateur | Yorkton—Melville                      |

### Alberta
|  | Nom            | Parti        | Circonscription              |
|  | -------------- | ------------ | ---------------------------- |
|  | Brian Jean     | Conservateur | Athabasca                    |
|  | Lee Richardson | Conservateur | Calgary-Centre               |
|  | Jim Prentice   | Conservateur | Calgary-Centre-Nord          |
|  | Deepak Obhrai  | Conservateur | Calgary-Est                  |
|  | Art Hanger     | Conservateur | Calgary-Nord-Est             |
|  | Diane Ablonczy | Conservateur | Calgary—Nose Hill            |
|  | Jason Kenney   | Conservateur | Calgary-Sud-Est              |
|  | Stephen Harper | Conservateur | Calgary-Sud-Ouest            |
|  | Rob Anders     | Conservateur | Calgary-Ouest                |
|  | Kevin Sorenson | Conservateur | Crowfoot                     |
|  | Anne McLellan  | Libéral      | Edmonton-Centre              |
|  | Peter Goldring | Conservateur | Edmonton-Est                 |
|  | James Rajotte  | Conservateur | Edmonton—Leduc               |
|  | David Kilgour  | Indépendant* | Edmonton—Mill Woods—Beaumont |
|  | Rahim Jaffer   | Conservateur | Edmonton—Strathcona          |
|  | John Williams  | Conservateur | Edmonton—St. Albert          |
|  | Ken Epp        | Conservateur | Edmonton—Sherwood Park       |
|  | Rona Ambrose   | Conservateur | Edmonton—Spruce Grove        |
|  | Rick Casson    | Conservateur | Lethbridge                   |
|  | Ted Menzies    | Conservateur | Macleod                      |
|  | Monte Solberg  | Conservateur | Medicine Hat                 |
|  | Charlie Penson | Conservateur | Peace River                  |
|  | Bob Mills      | Conservateur | Red Deer                     |
|  | Leon Benoit    | Conservateur | Vegreville—Wainwright        |
|  | David Chatters | Conservateur | Westlock—St. Paul            |
|  | Dale Johnston  | Conservateur | Wetaskiwin                   |
|  | Myron Thompson | Conservateur | Wild Rose                    |
|  | Rob Merrifield | Conservateur | Yellowhead                   |

### Colombie-Britannique
|  | Nom            | Parti        | Circonscription                                  |
|  | -------------- | ------------ | ------------------------------------------------ |
|  | Randy White    | Conservateur | Abbotsford                                       |
|  | Jim Gouk       | Conservateur | Colombie-Britannique-Southern Interior           |
|  | Bill Siksay    | NPD          | Burnaby—Douglas                                  |
|  | Peter Julian   | NPD          | Burnaby—New Westminster                          |
|  | Richard Harris | Conservateur | Cariboo—Prince George                            |
|  | Chuck Strahl   | Conservateur | Chilliwack—Fraser Canyon                         |
|  | John Cummins   | Conservateur | Delta—Richmond-Est                               |
|  | Keith Martin   | Libéral      | Esquimalt—Juan de Fuca                           |
|  | Nina Grewal    | Conservateur | Fleetwood—Port Kells                             |
|  | Betty Hinton   | Conservateur | Kamloops—Thompson—Cariboo                        |
|  | Werner Schmidt | Conservateur | Kelowna—Lake Country                             |
|  | Jim Abbott     | Conservateur | Kootenay—Columbia                                |
|  | Mark Warawa    | Conservateur | Langley                                          |
|  | James Lunney   | Conservateur | Nanaimo—Alberni                                  |
|  | Jean Crowder   | NPD          | Nanaimo—Cowichan                                 |
|  | Paul Forseth   | Conservateur | New Westminster—Coquitlam                        |
|  | Gurmant Grewal | Conservateur | Newton—Delta-Nord                                |
|  | Darrel Stinson | Conservateur | Okanagan-Nord—Shuswap                            |
|  | Don Bell       | Libéral      | Vancouver-Nord                                   |
|  | Stockwell Day  | Conservateur | Okanagan—Coquihalla                              |
|  | Randy Kamp     | Conservateur | Pitt Meadows—Maple Ridge—Mission                 |
|  | James Moore    | Conservateur | Port Moody—Westwood—Port Coquitlam               |
|  | Jay Hill       | Conservateur | Prince George—Peace River                        |
|  | Raymond Chan   | Libéral      | Richmond                                         |
|  | Gary Lunn      | Conservateur | Saanich—Gulf Islands                             |
|  | Russ Hiebert   | Conservateur | Surrey-Sud—White Rock—Cloverdale                 |
|  | Nathan Cullen  | NPD          | Skeena—Bulkley Valley                            |
|  | Hedy Fry       | Libéral      | Vancouver-Centre                                 |
|  | Libby Davies   | NPD          | Vancouver-Est                                    |
|  | John Duncan    | Conservateur | Île de Vancouver-Nord                            |
|  | David Emerson  | Libéral      | Vancouver Kingsway                               |
|  | Stephen Owen   | Libéral      | Vancouver Quadra                                 |
|  | Ujjal Dosanjh  | Libéral      | Vancouver-Sud                                    |
|  | David Anderson | Libéral      | Victoria                                         |
|  | John Reynolds  | Conservateur | West Vancouver—Sunshine Coast—Sea to Sky Country |

### Territoires
|  | Nom                   | Parti   | Circonscription |
|  | --------------------- | ------- | --------------- |
|  | Nancy Karetak-Lindell | Libéral | Nunavut         |
|  | Ethel Blondin-Andrew  | Libéral | Western Arctic  |
|  | Larry Bagnell         | Libéral | Yukon           |

† Président
* A changé d'appartenance au cours de la 38e législature.
1. ↑  Élu lors d'une élection partielle le 24 mai 2005 et entre en fonctions le 6 juin 2005.

### Changements de parti
|  | Nom              | Parti (dissolution) | Parti (élection) | Détails |
|  | ---------------- | ------------------- | ---------------- | --- |
|  | Carolyn Parrish  | Indépendant         | Libéral          | Suspendue du caucus libéral le 18 novembre 2004. Siège à titre d'indépendante à partir du 22 novembre 2004.                                                            |
|  | David Kilgour    | Indépendant         | Libéral          | Annonce le 12 avril 2005 qu'il quitte le caucus libéral pour siéger à titre d'indépendant                                                                              |
|  | Belinda Stronach | Libéral             | Conservateur     | Annonce le 17 mai 2005 qu'elle quitte le caucus conservateur pour siéger à tire de libérale et de membre du conseil des ministres.                                     |
|  | Pat O'Brien      | Indépendant         | Libéral          | Annonce le 6 juin 2005 qu'il quitte le caucus libéral pour siéger à titre d'indépendant.                                                                               |
|  | Bev Desjarlais   | Indépendant         | NPD              | Annonce le 17 octobre 2005 qu'elle quitte le caucus néo-démocrate pour siéger à titre d'indépendante après avoir perdu l'investiture du parti dans sa circonscription. |

### Anciens députés de la38elégislature
Anciens députés à la Chambre des communes élus à la 38e législature
|  | Nom                | Parti          | Circonscription         | Cause du départ                | Successeur                |
|  | ------------------ | -------------- | ----------------------- | ------------------------------ | ------------------------- |
|  | Lawrence O'Brien   | Libéral        | Labrador                | Décédé le 6 décembre 2004      | Todd Russell (Libéral)    |
|  | Chuck Cadman*      | Indépendant    | Surrey-Nord             | Décédé le 9 juillet 2005       | Penny Priddy (NPD)        |
|  | Stéphane Bergeron* | Bloc québécois | Verchères—Les Patriotes | Démissionne le 9 novembre 2005 | Luc Malo (Bloc québécois) |

* Une élection générale est déclenchée avant la tenue d'élections partielles pour combler ces vacances.

## Source
- (en) Cet article est partiellement ou en totalité issu de l’article de Wikipédia en anglais intitulé « 38th Canadian Parliament » (voir la liste des auteurs).